# سيجورد سفيردروب
سيغورد بيرنهارد سفيردروب (1 يونيو 1918 - 16 مايو 2008) كان عضوًا في المقاومة النرويجية للحرب العالمية الثانية.
درس القانون خلال المرحلة الأولى من الحرب العالمية الثانية. أصبح عضوا في مجموعة المقاومة 2A. هنا، حصل على اتصال مع Martin Siem ، وهو عامل في الفناء الميكانيكي Akers Mekaniske Verksted. تم تجنيد كلاهما في منظمة الاستخبارات السرية RMO. كان سيم مخبراً فيما يتعلق بمكان عمله، في حين اكتسب سفيردروب تواصل مباشر مع المدير التنفيذي لهيئة ميناء أوسلو.  عندما كان على ريج أن يهرب من البلاد في خريف عام 1943, تولى سيم وسفيردروب القيادة.  تم تكليف سفيردروب على وجه التحديد بتنسيق الاستخبارات البحرية في أوسلوفجورد، من كريستيانساند في الغرب إلى هالدن في الشرق. تعاونت RMO مع XU و Milorg ، وأصبحت المعلومات عن ميناء أوسلو مهمة بشكل خاص للمخربين على السفن النرويجية، مثل Max Manus و Gregers Gram وRoy Nielsen. 